# Понтевекио (Савона)
Понтевекио је насеље у Италији у округу Савона, региону Лигурија.
Према процени из 2011. у насељу је живело 108 становника. Насеље се налази на надморској висини од 267 м.